# Saxônia
A Saxônia (português brasileiro) ou Saxónia (português europeu) ou Saxe (em alemão: Sachsen; em alto sorábio: Sakska), oficialmente Estado Livre da Saxônia (alemão: Freistaat Sachsen; alto sorábio: Swobodny stat Sakska) é um dos 16 estados federados (Bundesländer) da Alemanha, no leste do país. Sua capital é Dresden (Dresda) e Leipzig (Lípsia) é a maior cidade.
Seus limites são: a norte com o Brandemburgo, a leste com a Polônia (voivodias da Lubúsquia e da Baixa Silésia), a sul a República Checa, a sudoeste com a Baviera, a oeste com a Turíngia e a noroeste com a Saxônia-Anhalt.

## Divisão administrativa
Desde 1 de agosto de 2008, após a reforma distrital ocorrida no estado, a Saxônia está dividida em três regiões (Direktionsbezirke) — Chemnitz, Dresden (Dresda), Leipzig (Lípsia) — que estão subdivididas em 10 distritos (Kreise, singular Kreis; ou ainda distritos rurais: Landkreise, singular Landkreis) e três cidades independentes (Kreisfreie Städte; ou ainda distritos urbanos: Stadtkreise, singular Stadtkreis), que possuem estatuto de distrito.
| Distritos 1. Bautzen (BZ) 2. Görlitz (GR) 3. Leipzig (L) 4. Mísnia (Meißen) (MEI) 5. Distrito dos Montes Metalíferos (Erzgebirgskreis) (ERZ) 6. Saxónia Central (Mittelsachsen) (FG) 7. Saxónia do Norte (Nordsachsen) (TDO) 8. Suíça Saxã-Montes Metalíferos Orientais (Sächsische Schweiz-Osterzgebirge) (PIR) 9. Distrito de Vogtland (Vogtlandkreis) (V) 10. Zwickau (Z) | Cidades independentes 1. Chemnitz (C) 2. Dresda (Dresden) (DD) 3. Leipzig (L) |

### Divisão administrativa até 31 de julho de 2008
Até 31 de julho de 2008, a Saxônia estava dividida em 22 distritos (Kreise, singular Kreis; ou ainda distritos rurais: Landkreise, singular Landkreis) e 7 cidades independentes (Kreisfreie Städte; ou ainda distritos urbanos: Stadtkreise, singular Stadtkreis).
| 1. Annaberg (ANA) (2) 2. Aue-Schwarzenberg (ASZ) (2) 3. Bautzen (BZ) (1) 4. Terra de Chemnitz (Chemnitzer Land) (GC) (2) 5. Delitzsch (DZ) (3) 6. Döbeln (DL) (3) 7. Freiberga (Freiberg) (FG) (2) 8. Kamenz (km) (1) | 1. Terra de Leipzig (Leipziger Land) (L) (3) 2. Löbau-Zittau (ZI) (1) 3. Mísnia (Meißen) (MEI) (1) 4. Distrito dos Montes Metalíferos Centrais (Mittlerer Erzgebirgskreis) (MEK) (2) 5. Mittweida (MW) (2) 6. Distrito do Vale do Mulde (Muldentalkreis) (MTL) (3) 7. Distrito da Alta Lusácia Baixo-Silesiana (Niederschlesischer Oberlausitzkreis) (NOL) (1) | 1. Riesa-Großenhain (RG) (1) 2. Suíça Saxã (Sächsische Schweiz) (PIR) (1) 3. Stollberg (STL) (2) 4. Torgau-Oschatz (TO) (3) 5. Distrito de Vogtland (Vogtlandkreis) (V) (2) 6. Distrito de Weißeritz (Weißeritzkreis) (DW) (1) 7. Terra de Zwickau (Zwickauer Land) (Z) (2) |

Existiam também 7 cidades independentes (Stadtkreise), que não pertenciam a nenhum distrito:
1. Chemnitz (C) (2)
2. Dresda (Dresden) (DD) (1)
3. Görlitz (GR) (1)
4. Hoyerswerda (HY) (1)
5. Leipzig (L) (3)
6. Plauen (PL) (2)
7. Zwickau (Z) (2)

Os distritos e cidades independentes acima estavam agrupados em três regiões administrativas (Regierungsbezirke, singular Regierungsbezirk): Chemnitz (2), Dresda (1) e Leipzig (3).

## Lista dos Ministros-Presidentes da Saxônia
1. 1918 - 1919: Richard Lipinski (USPD)
2. 1919 - 1920: Georg Gradnauer (SPD)
3. 1920 - 1923: Wilhelm Buck (SPD)
4. 1923: Erich Zeigner (SPD)
5. 1923 - 1924: Alfred Fellisch (SPD)
6. 1924 - 1929: Max Heldt (SPD)
7. 1929 - 1930: Wilhelm Bünger (DVP)
8. 1930 - 1933: Walter Schieck (no party)
9. 1933 - 1935: Manfred Freiherr von Killinger (NSDAP)
10. 1935 - 1945: Martin Mutschmann (NSDAP)
11. 1945 - 1947: Rudolf Friedrichs (SPD, então SED)
12. 1947 - 1952: Max Seydewitz (SED)
13. 1990 - 2002: Kurt Biedenkopf (CDU)
14. 2002 - 2008: Georg Milbradt (CDU)
15. 2008 - : Stanislaw Tillich (CDU)